# Allium pseudostamineum
Allium pseudostamineum — вид рослин з родини амарилісових (Amaryllidaceae); поширений у Сирії та Ізраїлі.

## Опис
Рослина характеризується пурпурними внутрішніми оболонками цибулини.

## Поширення
Поширений на горі Гермон у Сирії та Ізраїлі; необхідні подальші дослідження щодо можливого поширення в Лівані.
Зростає на узбіччях доріг та на відкритих, сонячних скелястих схилах, у відкритому дубовому лісі та субальпійській рослинності.